# Lijoslavl
Lijoslavl (del ruso: Лихосла́вль) es una ciudad de la óblast de Tver, en Rusia. Está situada a 41 km al noroeste de Tver, en la línea de ferrocarril Moscú - San Petersburgo. Su población se elevaba a 11.838 habitantes en 2009.
A efectos de desconcentración administrativa de los órganos federales y de la óblast, es la capital del raión homónimo. Sin embargo, a efectos de autogobierno local es desde 2021 la sede de un ókrug municipal, en el que un solo ayuntamiento con sede en la ciudad extiende su jurisdicción sobre todo el raión.

## Historia
Lijoslavl se desarrolló como centro urbano en el emplazamiento de los asentamientos de Ostashkovo (del ruso: Осташково), fundado en 1624, y Lijoslavl, mencionado por primera vez a principios del siglo XIX. Ambos asentamientos se hicieron importantes económicamente a raíz de la construcción del ferrocarril mencionado anteriormente en 1851 y del que une a esta ciudad con Torzhok, Rzhev y Viazma en 1870, por lo que se puede decir que la expansión de la ciudad se dio alrededor de la estación de ferrocarril. Tiene estatus de ciudad desde 1925, al reunirse el pueblo y el asentamiento de la estación en la ciudad de Lijoslavl. Entre 1937 y 1939 fue el centro administrativo del Círculo Nacional de Carelios del óblast de Tver.

## Demografía
| 1939  | 1959  | 1970   | 1979   | 1989   | 2002   | 2008   |
| ----- | ----- | ------ | ------ | ------ | ------ | ------ |
| 7 700 | 9 500 | 11 700 | 12 800 | 13 449 | 12 515 | 11 843 |

## Cultura y lugares de interés
La ciudad cuenta con un museo de etnografía territorial.

## Industria
Las principales empresas de Lijoslavl se dedican al suministro de calefactores y radiadores para la industria del automóvil, sistemas de alumbrado, así como al sector textil y alimentario.

## Personalidades
- Vladímir Sokolov (1928-1997), poeta soviético.
- Olesya Rulin, actriz, nacida en Moscú en 1986, pasó su infancia en Lijoslavl.